# Korea National University of Education

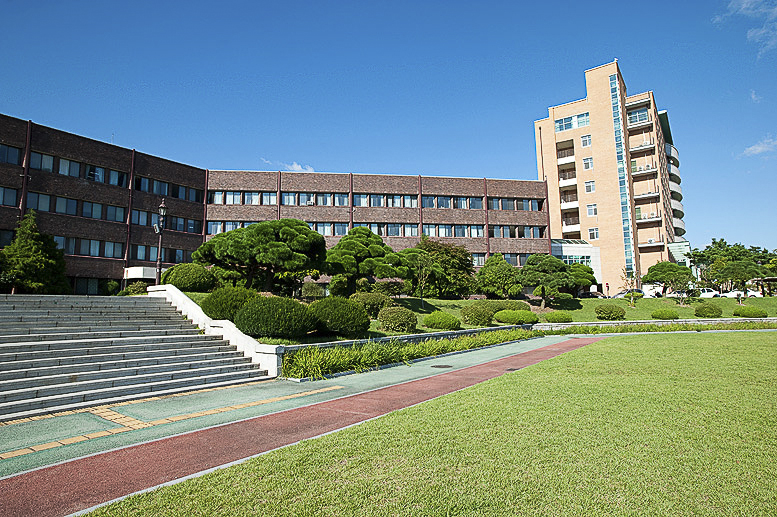
Die humanistische Fakultät der Universität

Die Korea National University of Education (Akronym: KNUE; Koreanisch: 한국교원대학교, Hanguk Kyoweon Daehakgyo, umgangssprachlich Kyoweondae) ist eine staatliche, südkoreanische Universität in Cheongju, der Hauptstadt der Provinz Chungcheongbuk-do.
Die KNUE ist seit ihrer Gründung am 15. März 1984 auf die Ausbildung von Lehrern (Kindergarten, Primär- und Sekundarschule) sowie die Fortbildung von Lehrpersonal und zudem auf die Erforschung von Lehrtheorien bzw. die Erstellung moderner Lehrwerke für den Unterricht spezialisiert. Sie hat eine Graduiertenschule und zählt zu den führenden Universitäten Südkoreas im Bereich der Erziehungswissenschaften.

## Projekt Schwarzschnabelstorch
Das Research Center for Oriental White Stork Rehabilitation an der KNUE widmet sich der Aufzucht und Erforschung des Schwarzschnabelstorchs.